# Conall Guthbinn
Conall mac Suibni, del Clan Cholmáin (... – 635), regnò sull'Uisnech, nel Mide (Irlanda) dal 621 al 635 (anno della morte).
Era figlio di Suibne mac Colmáin Már, che era stato re e che era stato ucciso nel 600 dallo zio Áed Sláine (poi morto nel 604). Ciò provocò una faida tra il Clan Cholmáin e i Síl nÁedo Sláine, che nel 604 sfociò nella battaglia di Faithche Mic Mencnain (nell'odierna contea di Westmeath), nella quale Áed Sláine fu ucciso da Áed Gustan. Anche gli alleati di Áed Sláine, Áed Rón degli Uí Failge e Áed Buide di Tebtha, furono uccisi in questo scontro. Conall divenne re di Uisnech nel 621 alla morte di Óengus mac Colmáin, figlio di Colmán Bec. Negli anni successivi Conall affrontò molti nemici che aspiravano al trono, dopodiché riprese a guerreggiare contro i Síl nÁedo Sláine. Nel 634 uccise nella battaglia di Loch Trethin, a Fremainn (oggi Loch Drethin, a Frewin Hill, nella contea di Westmeath), uccise Congal mac Áedo Sláine, re di Brega, e suo fratello Ailill Cruitire. Ma l'anno dopo fu assassinato nella casa di un figlio di Nad Fraích da Diarmait mac Áedo Sláine (morto nel 665). Suo figlio Airmetach Cáech morirà nel 637 combattendo al fianco di Congal Cáech degli Ulaid nella battaglia di Mag Roth contro il re supremo d'Irlanda Domnall mac Áedo (morto nel 642) dei Cenél Conaill. Anche il figlio di Airmetach, Fáelchú, trovò la morte nello scontro. Un altro figlio di Airmetach, Diarmait Dian mac Airmetaig Cáech (morto nel 689), fu re di Uisnech.